# Matthias Becher
Matthias Becher (* 7. Juni 1959 in Meßkirch) ist ein deutscher Historiker, der die Geschichte des frühen und hohen Mittelalters erforscht. Becher lehrt seit 1998 als Professor für Mittelalterliche und Neuere Geschichte an der Universität Bonn.

## Leben
Matthias Becher studierte ab 1980 Geschichte und Politische Wissenschaften an der Universität Konstanz. Im Jahr 1986 legte er das erste Staatsexamen für das Höhere Lehramt an Gymnasien ab und erlangte zugleich den Magistergrad. Ab November 1989 war Becher wissenschaftlicher Assistent von Jörg Jarnut an der Universität-Gesamthochschule Paderborn. Im Jahr 1990 wurde er in Konstanz bei Michael Richter promoviert mit der Arbeit Eid und Herrschaft. Untersuchungen zum Herrscherethos Karls des Großen. Von 1995 bis 1998 war er wissenschaftlicher Oberassistent an der Universität Paderborn. Becher habilitierte sich 1995 mit der Arbeit Rex, Dux und Gens. Untersuchungen zur Entstehung des sächsischen Herzogtums im 9. und 10. Jahrhundert, für diese Arbeit wurde er mit dem Ignaz-Theodor-Liborius-Meyer-Preis ausgezeichnet. Daran schlossen sich Lehrstuhlvertretungen an der Universität Regensburg im Sommersemester 1995 und an der Universität Tübingen im Wintersemester 1996/97 an.
Seit 1998 lehrt Matthias Becher als Nachfolger von Gerd Althoff als Professor für die Geschichte des Mittelalters an der Universität Bonn. 2006 lehnte Becher einen Ruf an die Universität Zürich ab. Becher ist seit 2003 korrespondierendes Mitglied in der Historischen Kommission für Westfalen, seit 2008 Mitglied des Konstanzer Arbeitskreises für mittelalterliche Geschichte, seit 2013 ordentliches Mitglied der Nordrhein-Westfälischen Akademie der Wissenschaften und der Künste, seit 2014 Mitglied der Zentraldirektion der Monumenta Germaniae Historica. Zu seinen akademischen Schülern gehört Florian Hartmann. Becher gehört zu den Beratern des Campus Galli.

## Forschungsschwerpunkte
Bechers Forschungsschwerpunkt bildet die Geschichte des Frühmittelalters. Becher ist führender Experte für die Zeit der Merowinger und Karolinger. Im Zentrum seiner Konstanzer Dissertation standen die Treueidleistungen, die Karl der Große 789 und 802 reichsweit anordnete. Mit diesen Anordnungen wurden alle Freien des Reiches durch einen Eid an den Herrscher gebunden. Becher sieht die erste Eidleistung nicht nur als Reaktion auf die Hardrad-Verschwörung von 786, sondern macht einen Zusammenhang mit dem Sturz des bayerischen Herzogs Tassilo III. im Jahr 788 plausibel. Becher veröffentlichte 1999 über Karl den Großen eine knappe Einführung, die 2021 in siebter Auflage erschien. Gemeinsam mit Jörg Jarnut veranstaltete Becher im April 2002 eine Tagung in Bonn über die Vorgänge, die vor 1250 Jahren zur Ablösung des letzten Merowingers durch König Pippin führten. Die Beiträge über den Dynastiewechsel von 751 wurden 2004 veröffentlicht. Über die Geschichte der Merowinger und Karolinger veröffentlichte er 2009 eine knappe Darstellung in der Reihe Geschichte kompakt. Ein weiterer Schwerpunkt in Bechers Forschungen ist das Zeitalter der Ottonen. Bechers Habilitationsschrift über die Entstehung des sächsischen Herzogtums im 9. und 10. Jahrhundert und zahlreiche weitere Studien verbesserten wesentlich das Verständnis des frühmittelalterlichen Sachsen und machten ihn zum Experten für den Aufstieg der Liudolfinger.
Anlässlich des 70. Todestages von Wilhelm Levison organisierte Becher gemeinsam mit Yitzhak Hen im Oktober 2007 eine Tagung in Bonn. Ihr Anliegen war, die Erinnerung an Wilhelm Levison und seine Leistungen hochzuhalten und „Levisions Leben und Werk im Spannungsfeld zwischen wissenschaftlicher Anerkennung und politisch bedingtem Exil“ zu würdigen. Die 16 Beiträge erschienen 2010 in einem von Becher und Hen herausgegebenen Sammelband. Im Jahr 2009 veranstaltete Becher gemeinsam mit Alheydis Plassmann die Tagung „Streit am Hof im frühen Mittelalter“. Dabei wurde Streit am Königshof als „die Aushandlung gegensätzlicher Interessen im Streit“ verstanden. Die 16 Beiträge wurden 2011 von Becher und Plassmann herausgegeben. Becher initiierte 2013 eine Herbsttagung des Konstanzer Arbeitskreises auf der Insel Reichenau über die mittelalterliche Thronfolge im europäischen Vergleich. Dabei lag der Schwerpunkt bei der Erforschung der Thronfolge stärker auf einen zeitlichen und räumlichen Vergleich. Neben den seit dem 19. Jahrhundert intensiv erforschten Thronfolgen der Merowinger, Karolinger und Ottonen standen mit Byzanz, Frankreich, England und Spanien auch andere Reiche im Blickpunkt. Vor allem das Spätmittelalter wurde auf der Tagung stärker berücksichtigt. Mit den Legitimations- und Repräsentationsstrategien zur Etablierung der Nachfolge, der Konstruktion dynastischer Geschichte und der Inszenierung der Thronfolge als performativen Akt wurden grundsätzliche Probleme der Herrschaftsfortsetzung behandelt. Der Sammelband mit elf Beiträgen wurde von Becher 2017 herausgegeben. Im November 2014 veranstaltete Becher gemeinsam mit Harald Wolter-von dem Knesebeck eine Tagung mit dem Titel „Bonn 1314 – Krönung, Krieg und Kompromiss“ zum 700. Jubiläum der Königskrönung Friedrichs des Schönen in Bonn. Die Ergebnisse der Tagung wurden 2017 von Becher und Harald Wolter-von dem Knesebeck als Sammelband herausgegeben.
In den letzten Jahren arbeitete Becher schwerpunktmäßig über Biographien mittelalterlicher Herrscher. Für die Reihe C. H. Beck Wissen schrieb er die Biographie Karls des Großen, die 2014 bereits zum sechsten Mal aufgelegt wurde. 2011 erschien von ihm zum 1500. Todestag Chlodwigs die erste deutschsprachige Biographie über den Frankenkönig. 2012 veröffentlichte Becher zum 1100. Geburtstag Ottos des Großen eine neue Biographie des Kaisers. Nach Becher haben Ottos Erfolg und sein Erwerb der Kaiserkrone der deutschen Geschichte entscheidende Impulse gegeben.
Seit 2016 ist Becher Sprecher des DFG-Sonderforschungsbereiches „Macht und Herrschaft – Vormoderne Konfigurationen in transkultureller Perspektive“, in dem Formen von Macht und Herrschaft in Asien, Europa und dem nördlichen Afrika einer vergleichenden Untersuchung unterzogen werden.

## Schriften (Auswahl)
Monografien
- Eid und Herrschaft. Untersuchungen zum Herrscherethos Karls des Großen (= Vorträge und Forschungen, Konstanzer Arbeitskreis für mittelalterliche Geschichte. Sonderband. Bd. 39). Thorbecke, Sigmaringen 1993, ISBN 3-7995-6699-6 (Digitalisat).
- Rex, Dux und Gens. Untersuchungen zur Entstehung des sächsischen Herzogtums im 9. und 10. Jahrhundert (= Historische Studien. Bd. 444). Matthiesen, Husum 1996, ISBN 3-7868-1444-9.
- Karl der Große. 7. durchgesehene und aktualisierte Auflage. Beck, München 2021, ISBN 978-3-406-77156-9.
- Merowinger und Karolinger. Wissenschaftliche Buchgesellschaft, Darmstadt 2009, ISBN 978-3-534-15209-4.
- Chlodwig I. Der Aufstieg der Merowinger und das Ende der antiken Welt. Beck, München 2011, ISBN 978-3-406-61370-8.
- Otto der Große. Kaiser und Reich. Eine Biographie. Beck, München 2012, ISBN 978-3-406-63061-3.

Aufsatzsammlungen
- Linda Dohmen, Florian Hartmann, Hendrik Hess und Daniel König (Hrsg.): Macht und Herrschaft. Praktiken – Strukturen – Begründungen. Ausgewählte Aufsätze zum 60. Geburtstag. V&R unipress, Göttingen 2019, ISBN 978-3-8471-0968-6.

Herausgeberschaften
- mit Dieter R. Bauer: Welf IV. − Schlüsselfigur einer Wendezeit. Beck, München 2004, ISBN 978-3-406-10665-1 (Rezension).
- Quellen zur Geschichte der Welfen und die Chronik Burchards von Ursberg (= Ausgewählte Quellen zur Deutschen Geschichte des Mittelalters. Freiherr-vom-Stein-Gedächtnisausgabe. Bd. 18b). Wissenschaftliche Buchgesellschaft, Darmstadt 2007, ISBN 978-3-534-07564-5 (Rezension).
- mit Harald Wolter-von dem Knesebeck (Hrsg.): Die Königserhebung Friedrichs des Schönen im Jahr 1314. Krönung, Krieg und Kompromiss. Böhlau, Köln u. a. 2017, ISBN 978-3-412-50546-2.
- Die mittelalterliche Thronfolge im europäischen Vergleich (= Vorträge und Forschungen. Bd. 84). Thorbecke, Ostfildern 2017, ISBN 978-3-7995-6884-5 (Digitalisat).
- mit Hendrik Hess: Kontingenzerfahrungen und ihre Bewältigung zwischen imperium und regna. Beispiele aus Gallien und angrenzenden Gebieten vom 5. bis zum 8.Jahrhundert. V&R unipress, Göttingen 2021, ISBN 978-3-8471-1295-2.
- mit Michael Rohrschneider: Gipfeltreffen in der Vormoderne. Der Bonner Vertrag 921 in synchroner und diachroner Perspektive (= Macht und Herrschaft. Bd. 17). V&R unipress, Göttingen 2024, ISBN 978-3-8471-1671-4.